# Itaosy
Itaosy est une commune rurale située dans la partie Est de la Province d'Antananarivo, dans la région d’Analamanga, dans le district d'Antananarivo Atsimondrano.